# Hermenegildo Gorría
Hermenegild Gorría Royán (Osca, 1843 - Barcelona, 3 de gener de 1920) fou un enginyer agrònom i un enòleg aragonès fincat a Catalunya.
Fou director de l'Estació Vitícola i Enològica de Tarragona i de les Escoles Agrícoles de Barcelona i Madrid, i desenvolupant, a més, a Barcelona algunes càtedres de la Facultat de Ciències. També va pertànyer a diverses corporacions científiques, entre d'altres a Reial Acadèmia de Ciències i Arts de Barcelona (RACAB), i assistí com a representant oficial d'Espanya als Congressos científics de París en ocasió de l'Exposició Universal de París (1900). En l'Exposició de Barcelona aconseguí les medalles d'or, plata i bronze pels treballs agrícoles i científics i projectes presentats. La seva labor principal fou sobre problemes hidrològics i agronòmics.

## Concessions mineres i hidràuliques
Al marge de les seves activitats científiques, Gorría sol·licità i aconseguí concessions de mines i aprofitaments hidràulics. Destaquen una sèrie de concessions de mines de ferro i coure a Artedó, Arsèguel i Toloriu, a l'Alt Urgell entre 1901 i 1910.

 El 28 de setembre de 1907 assolí la concessió d'aprofitament hidroelèctric de 30.000 litres d'aigua per segon del Segre a Vilanova de la Barca. El 1910 traspassaria aquesta concessió a Saltos del Segre.
També entre els projectes en què Gorría apareix involucrat, destaca el del ferrocarril de Balaguer a Puigcerdà, de via estreta i tracció elèctrica, passant per Ponts i la Seu d'Urgell, projecte datat el 1910 i que no es du a terme.

## Publicacions
- Importancia de la hidráulica aplicada (1906;
- Los fermentos de la tierra y la alimentación vegetal (1907);
- Aplicación a la electricidad a la agricultura (1908);
- Industria sedera en España (1913);
- De la maquinaria agrícola, especialmente del arado y las labores profundas del terreno (1915);
- El cultivo y aprovechamiento de los terrenos de secano en España (1917);
- Progresos modernos en agronomía (1918);
- Desecación de las marismas y terrenos pantanosos de los Alfaques;
- Instrucciones para el reconocimiento de las viñas atacades por la filoxera;
- Primer ensayo del cultivo y elaboración del tabaco.